# Ruisseau de Belle-Eau
 (juin 2014).

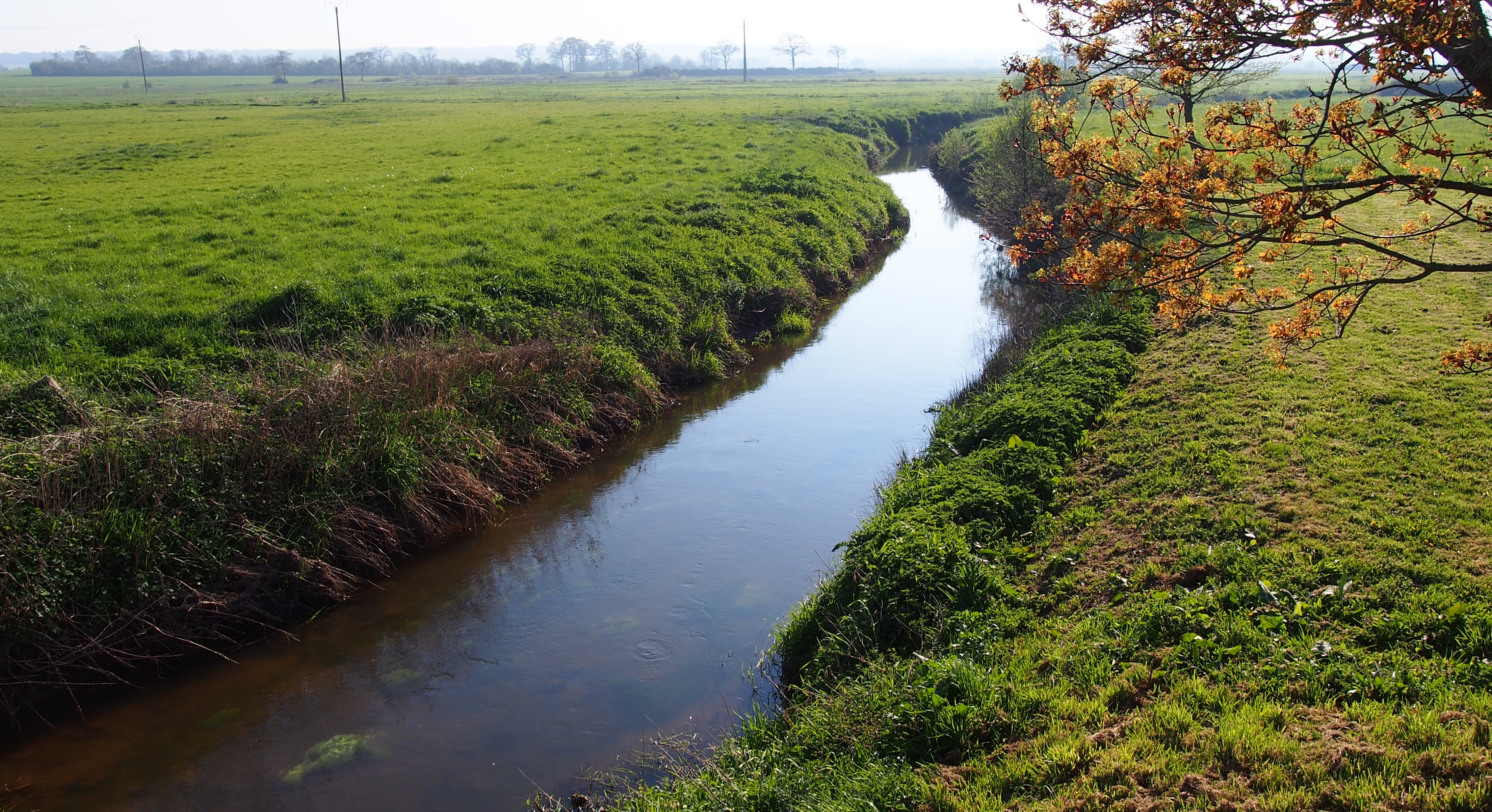
Le Ruisseau de Belle-Eau se jette dans la Terrette

Le ruisseau de Belle-Eau est un ruisseau français de Normandie, affluent de la Terrette (rive droite) et sous-affluent de la Taute, dans le département de la Manche.

## Géographie
Le ruisseau de Belle-Eau prend sa source sur la commune de Cavigny. Il se joint aux eaux de la Terrette après avoir été rejoint par le Vautrel, dans les marais du Cotentin et du Bessin sur la commune du Hommet-d'Arthenay, après un parcours de 5,6 km à l'ouest du Pays saint-lois.

## Communes traversées
- Cavigny
- Saint-Fromond
- Le Dézert
- Le Hommet-d'Arthenay